# Grantia singularis
Grantia singularis är en svampdjursart som först beskrevs av Breitfuss 1896.  Grantia singularis ingår i släktet Grantia och familjen Grantiidae. Inga underarter finns listade i Catalogue of Life.